# 疗齿草
疗齿草（学名：Odontites serotina）为玄参科疗齿草属下的一个种。

## 形态特征
直立草本，叶对生。花萼管状或钟状，4裂；花冠筒管状，檐部2唇形，上唇稍弓曲，呈不明显盔状，顶端全缘或微凹，边缘不反卷，下唇稍开展，3裂，两侧裂片全缘，中裂片顶端微凹；雄蕊4枚，2强，药室略叉开，基部突尖；柱头头状。蒴果长矩圆状，稍侧扁，室背开裂。种子多数，下垂，具纵翅，翅上有横纹，植株高20-60厘米，全体被贴伏而倒生的白色细硬毛。茎常在中上部分枝，上部四棱形。叶无柄，披针形至条状披针形，长1-4.5厘米，宽0.3-1厘米，边缘疏生锯齿。穗状花序顶生；苞片下部的叶状；花萼长4-7毫米，果期多少增大，裂片狭三角形；花冠紫色、紫红色或淡红色，长8-10毫米，外被白色柔毛。蒴果长4-7毫米，上部被细刚毛。种子椭圆形，长约1.5毫米。

## 生态习性
花期7-8月，果期8-9月